# Plan Braniewa z 1635 roku
Plan Braniewa z 1635 roku – najstarszy znany plan Braniewa, nazwany tam „Braunsbergk”. Miedzioryt wykonany na zlecenie szwedzkich wojsk, które okupowały miasto w latach 1626–1635. Sztych, będący wiernym obrazem Starego Miasta Braniewa, charakteryzuje duża dokładność i wysoka jakość wykonania. Do 1945 miedzioryt przechowywany był w dwóch lokalizacjach – w miejskim ratuszu oraz muzeum w Braniewie. Podczas walk sowiecko-niemieckich o miasto (luty–marzec 1945) bezpowrotnie zaginął.

## Braniewo w latach 1626–1635
9 lipca 1626 armia szwedzka z królem Gustawem Adolfem wylądowała przy ujściu rzeki Pasłęki. Następnego dnia koło południa rozpoczęła szturm na Braniewo, paląc po drodze przedmieście Koźlin i kościół św. Jana. Po krótkim oporze i potyczkach na przedmieściach Braniewo skapitulowało przed wojskiem armią szwedzką dowodzoną przez samego króla. Mimo poczynionych przygotowań obrona miasta trwała zaledwie jeden dzień. Wojska szwedzkie zajęły Braniewo i pozostały w nim przez 9 lat, 2 miesiące i 23 dni. Wówczas to m.in. wywieziono do Szwecji bogaty księgozbiór szkoły jezuickiej w Braniewie, który król szwedzki postanowił ofiarować Uniwersytetowi w Uppsali, by podnieść jego niski poziom.
Miasto miało dla Szwedów ważne znaczenie strategiczne – jako port morski (zob. hasło: port w Braniewie) oraz jako miejsce wypadowe do prowadzenia działań zaczepnych. Braniewianie zostali obciążeni licznymi kontrybucjami oraz kosztami utrzymania garnizonu liczącego ponad 1000 żołnierzy. Od 11 lipca 1626 stacjonował w mieście król szwedzki (na zimę odpłynął do Sztokholmu, lecz powrócił na wiosnę następnego roku i przebywał jeszcze do 29 czerwca 1627). W wyniku zawartego w 1629 roku rozejmu w Starym Targu północna Warmia wróciła do Polski. Układ ten jednak nadal zabezpieczał interesy szwedzkie, gdyż w ich rękach pozostawały prawie wszystkie porty (bez Gdańska, Królewca i Lipawy). Pod uciemiężeniem wojsk szwedzkich przez następne 6 lat musiało pozostać również Braniewo, choć na szczęście nie prowadzono już tu większych działań zbrojnych. W bitwie pod Lützen 16 listopada 1632 ginie król Szwecji Gustaw II Adolf. Na wieść o śmierci króla dowódca braniewskiego garnizonu ogłosił w mieście żałobę, zakazując zabaw i muzyki, Braniewo ustrojono czarnymi flagami. Szwedzi nadal nie zamierzali ustępować. Po śmierci Gustawa Adolfa władzę przejmuje kanclerz Axel Oxenstierna. W marcu 1633 do Braniewa przybył feldmarszałek Herman Wrangel. Na jego rozkaz wokół miasta powstał system umocnień, zamieniając gród w twierdzę.
12 września 1635 roku został podpisany w Sztumskiej Wsi kolejny rozejm, tym razem na 26 lat. Braniewo powróciło do Polski. Uroczystość przekazania miasta wojskom polskim miała miejsce w dniu 3 października 1635. Dowódca szwedzki Andrzej Koszkull (Andrea Koßkull) na dziedzińcu zamkowym po krótkiej przemowie wręczył klucze do miasta i zamku dowódcy oddziału polskiego Reinholdowi von Rosen. Ten przekazał je prepozytowi kapituły Wojciechowi Rudnickiemu, który z kolei zatrzymał klucze do zamku biskupiego, a oddał klucze do miasta burmistrzowi Szymonowi Wichmannowi. Wymarsz Szwedów był wielkim świętem dla mieszkańców Braniewa umęczonych grabieżami, kosztami utrzymania garnizonu liczącego ponad 1000 żołnierzy i licznymi kontrybucjami.
Na zlecenie szwedzkich najeźdźców zdążył jeszcze powstać w 1635 roku szczegółowy plan miasta – z nowo utworzonym systemem umocnień – wykonany narysowany przez pisarza miejskiego Paula Stertzla, a wyryty przez miedziorytnika Conrada Götke. Szwedzi opuścili Braniewo zostawiając, w zamian za złupioną uczelnię i kościoły, nowe umocnienia wokół miasta i... kunsztowny miedzioryt ze szczegółowym planem miasta.

## Opis miedziorytu Paula Stertzla iConrada Götke
O autorach miedziorytu niestety niewiele wiadomo. Paul Stertzel był sekretarzem rady miasta Braniewa, pozostawał w służbie wojsk szwedzkich. Miedziorytnik Conrad Götke był prawdopodobnie Szwedem; w latach 1637–1647 znana jest jego działalność jako miedziorytnika w Wilnie, należał on do stałych współpracowników drukarni Akademii Wileńskiej. Szczegółowy rysunek planu miasta sporządził Paul Stertzel, na jego podstawie Conrada Götke wykonał matrycę miedziorytu.
Miedzioryt składał się z dwóch płyt. Dokładnie wymiary miedziorytu to: 29,6 cm x 60,7 cm (obraz) i 30,1 cm x 61,1 cm (płyta). Plan ozdabiają dwa herby. W prawym górnym rogu znajduje się herb w stylu holenderskiego renesansu, będący najprawdopodobniej odwzorowaniem pieczęci sądowej Braniewa. W górnym polu krzyż żelazny otoczony ornamentem roślinnym (Rankenwerk), w dolnym polu stojący na łące Baranek Boży krwawiący do kielicha i trzymający chorągiewkę (symbol Warmii). W lewym górnym rogu herb króla szwedzkiego, nad herbem znajduje się sentencja po łacinie: Vera delineatio Veteris Ciuitatis Brunsbergk, Episcopatus Varmiensis in Prussia Metropolis, pro vt Anno Domini 1635 nomine Regis Regnique Suecie ipsam Gubernante Nobili ac Strenuo Colonello ac Domino Andrea Koßkull in Odenfors etc. munitionibus ac propugnaculis adornat. (Wierne odwzorowanie Starego Miasta Braniewa, stolicy biskupstwa Warmii w Prusach, które w roku 1635 w imieniu króla i państwa szwedzkiego, poprzez komendanta, szlachetnego i roztropnego pułkownika pana Andrea Koßkull in Odenfors etc. umocnieniami i fortyfikacjami przyozdobione zostało).
W lewym dolnym rogu kartusz z dedykacją dla trzech dowódców szwedzkich podpisana przez Paula Stertzla oraz data 7 czerwca 1635. Dedykacja ta brzmi: Illustrissimis, Magnificis, Generosis ac Nobilissimis Heroibus ac Dominis, Domino Comiti Petro Brahe etc., Domino Herrnanno Wrangell Campi Marschalco etc., Domino Achatio Axelsen Regni Consiliario etc., Domino Johanni Oxenstierna Baroni etc., Domino Johanni Nicodemi Regio Secretario etc., Ad tractatus Pacis inter Regna Sueciae et Poloniae Commissariis Inclitis Dominis Suis Clementissimis D. D. offertque Paul Stertzel 1635, 7. Iunii. Na prawo od kartusza dwóch stojących mężczyzn w uniformach szwedzkich żołnierzy z psem. Obok nich sygnatura rytownika i wydawcy: Paul Stertzell Excude. Conrad Götke sculpsit. Można zatem przypuszczać, ze autorzy w tych postaciach uwiecznili siebie samych. Dalej na prawo od nich uproszczona róża wiatrów. Po prawej stronie planu umieszczona jest legenda planu Braniewa, zawierająca objaśnienia 13 obiektów użyteczności publicznej oznaczonych kolejnymi liczbami.
W miedziorycie uwagę zwracają okazałe mury obronne, jak gdyby to one były głównym motywem obrazu. Ten system umocnień dopracowany w Braniewie przez Szwedów nosi nazwę systemu holenderskiego (oczywiście sam system umocnień w mieście istniał już dużo wcześniej). Ciąg murów w ponad połowie ich długości jest podwójny. W systemie murów jest kilka dużych bram oraz kilkanaście bastei. Każda wieża oraz brama posiadała swoją nazwę. Dwie główne bramy: od strony zachodniej Brama Wysoka (nr 1 Hoge Thor) i od wschodu Brama Młyńska (nr 6 Mühlen Thor) tworzyły główną oś komunikacyjną przez miasto, co odpowiadało przebiegowi głównego szlaku komunikacyjnego przez miasto Malbork–Elbląg–Królewiec. Na północ od Bramy Młyńskiej znajdowała się Brama Rzeźnicka, znana też jako Kotlarska (nr 5 Küttel Thor), która wzięła nazwę od położonej na przeciwległym brzegu Pasłęki rzeźni. Te trzy wieże wyróżnia dach dwuspadowy oraz charakterystyczna ozdobna fasada. Mniejszą rolę odgrywały trzy bramy w północnej linii murów. Licząc od zachodu pierwszą była Brama Mnisza (Münchtor), Brama Gwoździarzy (Nagelschmiedetor) i Brama Wodna (Wassertor). Miasto otoczone jest fosą zasilaną wodą z rzeki Pasłęki (Passaria fluvius), opływającej z prawej strony gród.
Plan Braniewa zwraca uwagę mnóstwem detali i szczegółów, takich jak: żołnierze trzymający straż, osoby piesze, jeźdźcy, pojazdy zaprzęgowe, zwierzęta, armaty, łodzie kotwiczące w porcie, płynące pod żaglami czy małe jednoosobowe łodzie wiosłowe.
Do czasów współczesnych przetrwało bardzo niewiele z przedstawionej na sztychu architektury. Do dziś zachowały się bądź zostały odbudowane budowle: kościoła św. Katarzyny, kolegium jezuickiego, Wieży Kleszej, Wieży Bramnej oraz nieliczne fragmenty murów obronnych z basztami. Współcześnie nie istnieje już ani jeden dom wyrysowany na planie Stertzla, zachowały się wprawdzie najważniejsze ciągi ulic, ale widoczne na planie domy, których można na nim naliczyć 232, nie istnieją.
Pierwsze odbitki wręczył Paul Stertzel 5 sierpnia 1635 szwedzkim parlamentariuszom układu pokojowego podpisanego w tymże roku w Sztumskiej Wsi. Sztych charakteryzuje się bardzo wysoką jakością wykonania. Ma on znaczne walory w zakresie historycznego układu architektonicznego miasta Braniewa oraz historii budownictwa i architektury w Prusach Wschodnich. Stare odbitki miedziorytu są dziś rzadkością.